# Carlos Eduardo Antunes Pereira
Carlos Eduardo Antunes Pereira (Montes Claros, 20 de julho de 1950) é um odontólogo, empresário e político brasileiro do estado de Minas Gerais.
Carlos Pereira foi deputado estadual constituinte de Minas Gerais na 11ª legislatura (1987-1991), pelo PMDB.